# Thesium lacinulatum
Thesium lacinulatum är en sandelträdsväxtart som beskrevs av Arthur William Hill. Thesium lacinulatum ingår i släktet spindelörter, och familjen sandelträdsväxter. Inga underarter finns listade i Catalogue of Life.